# Burián Gergely
Burián Gergely Zoltán (Budapest, 1998. március 12. ― ) világ- és Európa-bajnoki ezüstérmes magyar válogatott vízilabdázó, a CNA Barceloneta játékosa.

## Sportpályafutása
2015-ös U17-es Bakui Európa-játékokon hetedik lett. A 2016-os U18-as világbajnokságon bronzérmet szerzett. Ugyanebben az évben az U19-es Európa-bajnokságon hetedik helyen végzett. A 2017-es U20-as vb-n negyedik volt.
2017-ben meghívót kapott Märcz Tamás szövetségi kapitánytól a felnőtt válogatott őszi összetartására, 2022-ben pedig bekerült a hazai rendezésű világbajnokságon részt vevő nemzeti csapatba. 2024-ben tagja volt a horvátországi Európa-bajnokságon 4. helyen végzett magyar nemzeti együttesnek.
2023. július 6-án bejelentették, hogy Vasas SC-hez igazolt és 5 éves szerződést írt alá. 2024 nyarán elhagyta a fővárosi együttest, és a spanyol CNA Barcelonetához szerződött.

## Eredményei

### Klubcsapattal
- Magyar bajnokság
  - Ezüstérmes: 2018–19, 2020–21, 2021–22,[5] 2022–2023,[6] 2023–24
- Spanyol bajnokság
  - Aranyérmes: 2025

### Válogatottal
- Világbajnokság
  - ezüstérmes: 2025
- Európa-bajnokság
  - ezüstérmes: 2022

## Családja
Nővére Burián Katalin Európa-bajnoki bronzérmes úszónő.